# Marjorie Main
Mary Tomlinson (ur. 24 lutego 1890 w Acton, w stanie Indiana, zm. 10 kwietnia 1975 w Los Angeles) – amerykańska aktorka, nominowana do Oscara za rolę drugoplanową w filmie Jajko i ja.

## Wybrana filmografia
- 1935: Kapryśna Marietta jako córa królewska
- 1937: Wzgardzona jako pani Martin, matka Stelli
- 1937: Śmiertelny zaułek jako pani Martin
- 1938: Brawura jako właścicielka ziemska
- 1938: Trzej towarzysze jako kobieta rozmawiająca przez telefon (niewymieniona w czołówce)
- 1938: Szkoła dla dziewcząt jako panna Honore Armstrong
- 1938: Przygoda we dwoje jako klientka w restauracji (niewymieniona w czołówce)
- 1939: Kobiety jako Lucy
- 1941: Pasterz ze wzgórz jako babcia Becky
- 1941: Honky Tonk jako pani Varner
- 1943: Niebiosa mogą zaczekać jako pani Strable
- 1944: Spotkamy się w St. Louis jako Katie
- 1946: Dziewczęta Harveya jako Sonora Cassidy
- 1947: Jajko i ja jako Phoebe „Ma“ Kettle
- 1950: Summer Stock jako Esme
- 1956: Przyjacielska perswazja jako wdowa Hudspeth